# Lotnictwo ogólne

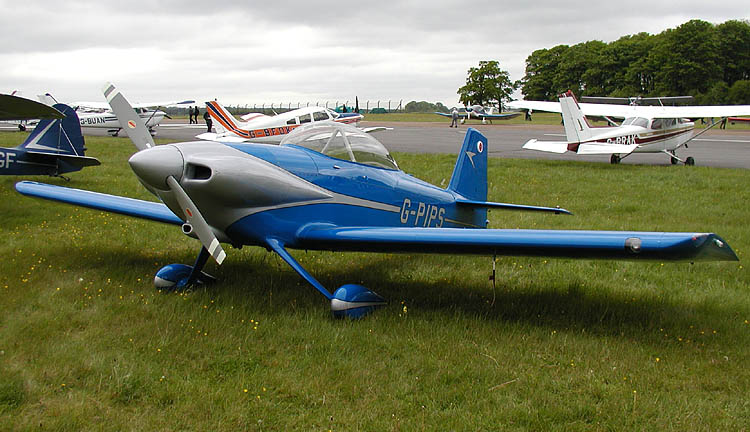
Lotnisko Kemble Airfield w Anglii. Na pierwszym planie samolot konstrukcji amatorskiej (samolot domowej roboty z części składowych dostarczonych przez producenta) Van's Aircraft RV-4

Lotnictwo ogólne (ang. General Aviation – GA) – obejmuje cały ruch lotniczy (prywatny i komercyjny) z wyłączeniem lotów rozkładowych oraz wojskowych. Jest to kategoria bardzo szeroka – zaliczają się do niej i loty paralotniami, z jednej strony, i kursy wynajmowanych na pojedyncze loty odrzutowych samolotów transportowych, z drugiej.
ICAO definiuje operacje lotnictwa ogólnego jako operacje z wykorzystaniem statków powietrznych, inne niż te wykonywane w ramach zarobkowego transportu lotniczego lub w ramach usług lotniczych.
Działający w ramach inicjatywy ESSI Agencji Unii Europejskiej ds. Bezpieczeństwa Lotniczego Zespół do spraw Bezpieczeństwa w zakresie Lotnictwa Ogólnego (European General Aviation Safety Team, EGAST) do GA zalicza: lotnictwo biznesowe, prace napowietrzne, lotnictwo sportowe i wyczynowe oraz latanie rekreacyjne (loty balonami, szybowcami, ultralekkimi samolotami, lotniami).
Z kolei Part-NCO definiuje lotnictwo ogólne jako operacje niezarobkowe wykonywane z wykorzystaniem statków powietrznych innych niż skomplikowane technicznie statki powietrzne z napędem silnikowym, takie jak: loty zapoznawcze, akrobatyczne i zawodnicze/pokazowe; zrzuty skoczków spadochronowych, holowanie szybowców, loty motoszybowcami turystycznymi.